# Конгресс американской Полонии
Конгресс американской Полонии (Конгресс польских американцев) (англ. Polish American Congress (PAC), пол. Kongres Polonii Amerykańskiej) — зонтичная организация созданная в июне 1944 года по инициативе деятелей польской эмиграции в США для «содействия и спасения Польши от угрозы со стороны СССР ввиду марша Красной Армии через территорию Польши». Устав заявлял целью PAC борьбу с коммунизмом на родине и принятие мер для восстановления полного суверенитета Польши. В этом вопросе Конгресс добивался поддержки правительства США, а на родине поддерживал оппозицию.

## История
Во время учредительного конгресса в Буффало было решено, что во главе PAC будет стоять президент самой большой и самой богатой (речь шла о финансировании деятельности) организации польских эмигрантов, каковым был Национальный Союз Польши (пол. Związek Narodowy Polski ,англ. Polish National Alliance (PNA) ) таким образом первым президентом PAC стал председатель PNA Кароль Розмарек. Вторым был Алоиз Мазевский, а третьим (до 22 марта 2005 года) Эдвард Москаль. В состав PAC вошло свыше 100 организаций польских эмигрантов в США, а также много физических лиц. PAC делится на Отделения в штатах США, из которых самым многочисленным является Отделение в штате Иллинойс (президент Христофер Курчаба). Достижениями PAC за время его деятельности считаются: способствование признанию катынского преступления советским преступлением и геноцидом в Конгрессе США, значительный вклад в приём Польши в НАТО, а также многочисленные акции поддержки со времён Солидарности и до сегодняшнего дня.
1948: PAC успешно лоббирует принятие Конгрессом США специального закона подписанного президентом Гарри Трумэном который позволил 140 000 польским беженцам, жертвам войны и ветеранам польских вооруженных сил в Западной Европе переехать на постоянное место жительство в США.
1949: РАС поддерживает создание радиостанции Свободная Европа «как голоса правды для народов Восточной Европы порабощенных коммунизмом» 
1952: Специальная комиссия Конгресса США, решительно поддержанная PAC, расследует убийство более чем 14 000 офицеров польской армии в начале Второй мировой войны в Советском Союзе.
СССР резко осуждает эту акцию, заявляя, что в убийстве виновна нацистская Германия. «После исчерпывающего рассмотрения, Комиссия нашла, что Советский режим и его секретная полиция несет ответственность за это зверство». Главным следователем специальной комиссии конгресса США был Роман Пучински (англ. Roman Conrad Pucinski), польский американец, который, затем, в 1958 году был избран в палату представителей конгресса США. Позднее он был выбран вице-президентом РАС.
PAC поддерживает платформу республиканцев, которая призывает к освобождению Восточной Европы от советского господства. Хотя многие польские американцы, традиционно голосующие за демократическую партию, перешли на поддержку Дуайта Эйзенхауэра, кандидата в президенты от республиканцев, Эйзенхауэр после победы отказался от идеи освобождения в пользу «сдерживания коммунизма». PAC был против позиции США и их союзников, следующих политике сдерживания, и не предпринявших военных действий в поддержку венгерского восстания 1956 года.
1957: После краха «про-сталинского режима в Польше в 1956 году и замены его на, как казалось, ориентированный на реформы коммунистический режим Владислава Гомулки, PAC поддержал инициативу правительства США по предоставлению ему помощи, направленной на то чтобы попытаться оторвать Гомулку от Москвы. До конца 1960-х годов на это было затрачено несколько сотен миллионов долларов хотя цели и не были достигнуты». В то же время возобновилась польская эмиграция в США, позволившая воссоединиться тысячам семей. Нормализация отношений после 1957 года также предоставила новые возможности для польских американцев посетить свою родину и восстановить личные контакты с родственниками. «Эти обновленные контакты усилили как жизнестойкость американской Полонии, так и жажду польским народом свободы своей стране».

## Председатели Конгресса Американской Полонии
- Кароль Розмарек (англ. Karol Rozmarek)(с 1944 г.)
- Алоиз Мазевский (англ. Alojzy Mazewski)(с 1968 г.)
- Эдвард Москаль (англ. Edward Moskal)(с 1988 г.)
- Виргиня Сикора (англ. Virginia Sikora)
- Францишек Спуля (англ. Franciszek Spula)